# TopSpin 2K25
Top Spin 2K25 ist eine vom amerikanischen Computerspiel-Entwicklungsunternehmen Hangar 13 entwickelte Tennis-Simulation, die von 2K Games am 26. April 2024 veröffentlicht wurde. Die Sportsimulation erschien unter anderem für die Spielekonsolen PlayStation 5, PlayStation 4 und Xbox One.

## Spielmechanik
Das Spiel bietet verschiedene Spielmodi: In Freundschaftsspielen kann der Spieler im Einzel oder Doppel gegen KI oder echte Gegner antreten. Im MyCareer-Modus kann er sich seinen eigenen Spieler erstellen und daraufhin in verschiedenen Turnieren antreten, um auf den ersten Platz der Weltrangliste zu kommen. Im World-Tour-Modus können solche Turniere gegen echte Gegner gespielt werden.
In der sogenannten TopSpin Academy können Fähigkeiten geübt werden.

## Spieler
| ATP - Carlos Alcaraz - Frances Tiafoe - Andy Murray - Ben Shelton - Daniil Medwedew - Matteo Berrettini - Taylor Fritz | WTA - Iga Świątek - Belinda Bencic - Coco Gauff - Emma Raducanu - Karolína Plíšková - Leylah Fernandez - Madison Keys - Naomi Ōsaka - Paula Badosa - Sloane Stephens - Caroline Wozniacki | Legenden - Roger Federer - Serena Williams - John McEnroe - Pete Sampras - Steffi Graf - Marija Scharapowa - Andre Agassi - Michael Chang - Radek Štěpánek |

## Rezeption
Gelobt wurde die gute Einführung und Spielbarkeit, dennoch wurde das Fehlen vieler Spieler kritisiert.